# وراتسوویتسه (ناحیه زنویمو)
وراتسوویتسه (به چکی: Vracovice) یک منطقهٔ مسکونی در جمهوری چک است که در ناحیه زنویمو واقع شده‌است. وراتسوویتسه ۶٫۰۲ کیلومتر مربع مساحت و ۱۸۹ نفر جمعیت دارد و ۴۲۹ متر بالاتر از سطح دریا واقع شده‌است.